# Vũ Khanh
Vũ Công Khanh (sinh ngày 1 tháng 4 năm 1954 tại Hà Nội) thường được biết đến với nghệ danh Vũ Khanh là một ca sĩ Việt Nam hoạt động ở hải ngoại.

## Tiểu sử
Vũ Khanh sinh ra trong gia đình 11 anh em và là người duy nhất đi theo nghiệp hát. Anh tốt nghiệp khóa cuối trường Quốc gia Âm nhạc và Kịch nghệ Sài Gòn, Mặc dù đam mê âm nhạc, anh cho biết là ở Việt Nam, vì hoàn cảnh khó khăn nên chỉ đủ tiền để theo học kịch nghệ. Vũ Khanh "đi hát từ những quán cà phê, hội quán bình dân, quán ăn suốt mấy năm trời trước khi được bước vào hát ở phòng trà chuyên nghiệp Ritz (1978)" . Anh lần đầu được khán giả biết tới nhiều qua nhạc bản "Cô hàng nước" trình bày tại một đại nhạc hội ở San Diego-Mỹ 1978.
Bạn diễn ăn ý nhất với Vũ Khanh là Thanh Lan và Ý Lan.

### Nhận xét
Nhạc sĩ Từ Công Phụng đánh giá anh là một trong những giọng ca nam xuất sắc nhất tại hải ngoại: “Về nam ca sĩ, hiện nay ở hải ngoại tôi thấy có hai giọng ca có kỹ thuật và có vẻ quyến rũ là Tuấn Ngọc và Vũ Khanh. "  Nhiều người so sánh Vũ Khanh với nam danh ca Sỹ Phú, bởi chất giọng, phong cách biểu diễn của cả hai có nhiều nét tương đồng. Anh thể hiện rất thành công các ca khúc nổi tiếng của các nhạc sĩ như Trầm Tử Thiêng, Phạm Duy, Vũ Thành An, Từ Công Phụng, Song Ngọc…

## Sự nghiệp

### CD & DVD
- Phạm Duy - Mùa Thu Chết, 2017 - với Tuấn Ngọc, Khánh Hà, Ý Lan (Phương Nam Film)
- Như Chiếc Que Diêm, 2013 (Phương Nam Film)
- Từ Công Phụng & Lê Uyên Phương - Tình Khúc Cho Em, 2013 - với Tuấn Ngọc, Thái Hiền, Ý Lan (Phương Nam Film)
- Tình Khúc Trịnh Công Sơn - Em Đi Bỏ Lại Con Đường, 2013 (Phương Nam Film)
- Tình Khúc Vũ Thành An - Bài Không Tên Cuối Cùng, 2013 (Phương Nam Film)
- Xin Trả Nợ Người, 2013 (Phương Nam Film)
- Người Em Sầu Mộng, 2013 (Phương Nam Film)
- Từ Lúc Em Đi, 2013 (Phương Nam Film)
- Chiều Nay Vắng Em, 2013 - với Ý Lan (Phương Nam Film)
- Tưởng Niệm, 2013 (Phương Nam Film)
- Tóc Mai Sợi Vắn Sợi Dài, 2013 - với Ý Lan (Phương Nam Film)
- The Best of Vũ Khanh - Cô Láng Giềng, 2012 (Asia Entertainment)
- Noel Mùa Sao Sáng, 2012 - với Ý Lan, La Sương Sương (Phương Nam Film)
- Anh Biết Em Đi Chẳng Trở Về, 2000 (Diễm Xưa)
- Tình Ca Nguyên Bích - Sao Vội Nhạt Phai, 1999 (Diễm Xưa)
- Điều Răn Thứ Sáu, 1997 (Diễm Xưa)
- Tuyệt Phẩm Phạm Đình Chương - Thuở Ban Đầu, 1997 (Diễm Xưa)
- Yêu Em Một Nửa, 1996 (Diễm Xưa)
- Ở Đâu Cũng Có Em, 1996 (Diễm Xưa)
- Chờ Em Muôn Kiếp, 1996 - với Thanh Hà (Diễm Xưa)
- Cô Hàng Nước, 1995 (Diễm Xưa)
- Giã Biệt Tình Em, 1995 - với Thanh Hà (Diễm Xưa)
- Tình Ca Trịnh Công Sơn & Vũ Thành An - Em Đi Bỏ Lại Con Đường, 1994 (Diễm Xưa)
- Tóc Mai Sợi Vắn Sợi Dài, 1993 - với Ý Lan (Diễm Xưa)
- Muôn Đời Chỉ Yêu Người Thôi (Diễm Xưa)
- Bài Thánh Ca Buồn - với Ý Lan, La Sương Sương, Như Mai (Diễm Xưa)
- Tiếng Hát Vũ Khanh 3 - Tình Khúc Ngô Thụy Miên & Trần Thiện Thanh (Đời Magazine)
- Ta Hôn Nhau Trong Công Viên (Làng Văn)
- Tình Ca Song Ngọc - Hà Nội Ngày Tháng Cũ (Diễm Xưa)
- Tình Ca Nguyên Bích - Hiến Chương Yêu (Diễm Xưa)
- Gặp Em Yêu Em - với Khánh Hà (Diễm Xưa)
- Hối Tiếc (Làng Văn)
- Lặng Thầm (Phương Nam Film)
- Hoa Tím Ngày Xưa (Phương Nam Film)
- Trăm Nhớ Ngàn Thương - với Hương Lan (Làng Văn)
- Thương Em Thì Thương Rất Nhiều (Diễm Xưa)
- Thi Nhạc Giao Duyên 3 - Màu Tím Hoa Sim - với Hồng Vân (Ca Dao)
- Thi Nhạc Giao Duyên 2 - Đôi Mắt Người Sơn Tây - với Hồng Vân, Tuấn Ngọc (Ca Dao)
- Thi Nhạc Giao Duyên 1 - Động Hoa Vàng - với Hồng Vân, Sĩ Phú (Ca Dao)
- Tình Khúc Vũ Thành An - Tình Khúc Thứ Nhất (Diễm Xưa)
- Tình Khúc Trịnh Công Sơn (Diễm Xưa)
- Tình Ca Trầm Tử Thiêng - Hạnh Phúc Ta, Hạnh Phúc Người (Diễm Xưa)
- Ta Muốn Cùng Em Say (Diễm Xưa)
- Hong Lại Tình Đầu - với Ý Lan (Làng Văn)
- Nhớ Em Hà Nội - với La Sương Sương (Diễm Xưa)
- The Best of Vũ Khanh - Phượng Hồng (Diễm Xưa)
- Đà Lạt Tình Yêu - với Thanh Lan, Thanh Hà (Diễm Xưa)
- Tình Khúc Phượng Hoàng - Còn Yêu Em Mãi (Diễm Xưa)
- Giọt Nắng Bên Thềm (Diễm Xưa)
- VHS Tiếng Hát Vũ Khanh & Ý Lan, 1993 (Diễm Xưa)
- DVD The Best of Vũ Khanh - Anh Biết Em Đi Chẳng Trở Về, 2012 (Asia Entertainment)

### Chương trình thu hình

#### Trung tâm Mây
| STT | Ca khúc                | Thể hiện với | Chương trình       | Năm  |
| --- | ---------------------- | ------------ | ------------------ | ---- |
| 1   | Yêu (Trần Thiện Thanh) | solo         | Hollywood Night 3  | 1992 |
| 2   | Gặp Em (Mai Anh Việt)  | solo         | Hollywood Night 19 | 1999 |

#### Trung tâm Asia
| STT | Ca khúc                                                       | Thể hiện với | Chương trình | Năm  |
| --- | ------------------------------------------------------------- | ------------ | ------------ | ---- |
| 1   | Rồi Mai Tôi Đưa Em (Trường Sa)                                | solo         | ASIA 3       | 1993 |
| 2   | Tiễn đưa (Lê Đức Long)                                        | solo         | ASIA 10      | 1995 |
| 3   | Tình khúc Buồn (Ngô Thụy Miên, Phạm Duy Quang)                | solo         | ASIA 11      | 1996 |
| 4   | Cô Láng Giềng (Hoàng Quý)                                     | solo         | ASIA 12      | 1996 |
| 5   | Anh Biết Em Đi Chẳng Trở Về (Anh Bằng, Thái Can)              | solo         | ASIA 15      | 1997 |
| 6   | Áo Lụa Hà Đông (Ngô Thụy Miên, Nguyên Sa)                     | solo         | ASIA 18      | 1998 |
| 7   | Mười Thương (Phạm Đình Chương)                                | solo         | ASIA 19      | 1998 |
| 8   | Lá Đổ Muôn Chiều (Đoàn Chuẩn Từ Linh)                         | solo         | ASIA 20      | 1998 |
| 9   | Bài Không Tên Cuối Cùng (Vũ Thành An)                         | solo         | ASIA 22      | 1998 |
| 10  | Lời Cho Người Yêu Nhỏ (Trần Thiện Thanh)                      | solo         | ASIA 29      | 2000 |
| 11  | Sang Ngang (Đỗ Lễ)                                            | solo         | ASIA 30      | 2000 |
| 12  | LK Trúc Đào, Anh Biết Em Đi Chẳng Trở Về (Anh Bằng, Thái Can) | solo         | ASIA 51      | 2006 |
| 13  | Nỗi Lòng Người Đi (Anh Bằng)                                  | solo         | ASIA 52      | 2006 |
| 14  | Mười Năm Yêu Em (Trầm Tử Thiêng)                              | Diễm Liên    | ASIA 54      | 2007 |
| 15  | Tình Ca (Phạm Duy)                                            | solo         | ASIA 57      | 2008 |
| 16  | Phút Giao Mùa (Trần Thiện Thanh)                              | solo         | ASIA 58      | 2008 |
| 17  | Phượng Hồng (Vũ Hoàng, Đỗ Trung Quân)                         | solo         | ASIA 59      | 2008 |
| 18  | Bà Mẹ Trị Thiên (Trần Thiện Thanh)                            | Thanh Lan    | ASIA 61      | 2009 |
| 19  | Áo dài Quê Hương (Anh Bằng)                                   | solo         | ASIA 62      | 2009 |
| 20  | LK Trả Lại Em Yêu, Em Hiền Như Ma Soeur (Phạm Duy)            | Thanh Lan    | ASIA 65      | 2010 |
| 21  | Kỷ Vật Cho Em (Phạm Duy)                                      | Thanh Lan    | ASIA 66      | 2010 |
| 22  | Nụ Tầm Xuân (Phạm Duy)                                        | Thanh Lan    | ASIA 67      | 2011 |
| 23  | Con Đường Tình Ta Đi (Phạm Duy)                               | Thanh Lan    | ASIA 68      | 2011 |

#### Trung tâm Tình
| STT | Ca khúc                      | Thể hiện với | Chương trình                     | Năm  |
| --- | ---------------------------- | ------------ | -------------------------------- | ---- |
| 1   | Cô Đơn (Nguyễn Ánh 9)        | solo         | Quê Hương Tình Yêu Và Tuổi Trẻ 3 | 1998 |
| 2   | Vĩnh Biệt                    | solo         | Quê Hương Tình Yêu Và Tuổi Trẻ 6 | 1999 |
| 3   | Xin Hãy Rời Xa (Vũ Tuấn Đức) | solo         | Quê Hương Tình Yêu Và Tuổi Trẻ 7 | 2000 |

#### Trung tâm Thúy Nga
| STT | Ca khúc                                          | Thể hiện với | Chương trình                 | Năm  |
| --- | ------------------------------------------------ | --- | ---------------------------- | ---- |
| 1   | Còn Chút Gì Để Nhớ (Phạm Duy, Vũ Hữu Định)       | solo | Paris By Night 120           | 2016 |
| 2   | Như Giọt Xuân Rơi (Anh Việt Thu)                 | Ý Lan | Paris By Night 121           | 2017 |
| 3   | Bài Không Tên Số 1 (Vũ Thành An)                 | solo | Paris By Night Divos         | 2018 |
| 4   | Duyên Kiếp (Lam Phương)                          | Ý Lan | Paris By Night Divos         | 2018 |
| 5   | Nhớ Một Chiều Xuân (Nguyễn Văn Đông)             | solo | Paris By Night 125           | 2018 |
| 6   | Khúc Tình Ca Hàng Hàng Lớp Lớp (Nguyễn Văn Đông) | Hoàng Oanh, Thanh Tuyền, Giao Linh, Anh Khoa, Ý Lan, Anh Dũng, Don Hồ, Minh Tuyết, Ngọc Anh, Nguyễn Hồng Nhung, Thiên Tôn, Đình Bảo, Hương Thủy, Mai Thiên Vân, Lam Anh, Trần Thái Hòa, Hạ Vy, Khải Đăng, Hà Thanh Xuân, Châu Ngọc Hà | Paris By Night 125           | 2018 |
| 7   | Ơn Em (Từ Công Phụng)                            | solo | Paris By Night 128 VIP Party | 2018 |
| 8   | Quán Bên Đường (Phạm Duy, Trang Thế Hy)          | Ý Lan | Paris By Night 128           | 2019 |